# 西森なみ
西森 なみ（にしもり なみ、1996年9月30日 - ）は、日本のお菓子系アイドル。身長155cm。東京都出身。ポセイドンエンタテインメント所属。
趣味は猫と遊ぶこと、特技はダンス（HIP HOP）。

## 出演

### 雑誌
- Cream 4月号（ワイレア出版、2011年）
- Chu→Boh 4月号（海王社、2011年）

### DVD
- はじめまして☆西森なみ です☆（2011年4月15日、渋谷ミュージック）
- NEW MASCOT（2011年3月30日、クリーム編集部）
- 西森なみ 14歳中3 ＠クレープDVD vol.8 in 沖縄（2011年7月15日、渋谷ミュージック）

### WEB
- 西森なみ(水玉ビキニ)（2011年9月2日、アイドルエイド）